# Sigtunarännet
Sigtunarännet är ett långlopp på skridskor som går längs en 25 km lång slinga på Mälaren mellan Sigtuna och Rosersbergs slott. Loppet startades år 2018 som en ersättning för att Vikingarännet ställde in sitt lopp tills vidare och senare upphörde. Arrangör är Sigtuna Sports Club och samarbetspartners är bl.a. Sigtuna kommun och Friluftsfrämjandet. Loppet har hittills körts åren 2018 och 2022.
Tävlingsdeltagarna åker antingen ett varv (25 km) eller två varv (50 km) på slingan. Några ännu kortare sträckningar, för barn, finns också.

## Historik
- 2018: Det första loppet kördes den 18 februari.
- 2019: Inställt p.g.a. dåligt isläge, skulle ha körts den 17 februari.
- 2020: Inställt p.g.a. obefintlig is, skulle ha körts den 15 februari.
- 2021: Inställt p.g.a. dåligt isläge, skulle ha körts corona-anpassat den 13-21 februari.
- 2022: Loppet kördes den 20 februari under idealiska förhållanden.
- 2023: Inställt p.g.a. dåligt isläge, skulle ha körts den 19 februari.
- 2024: Inställt dagen innan p.g.a. för stor risk för överis, skulle ha körts den 18 februari. Ersatt med isfest.
- 2025: Inställt p.g.a. dåligt isläge, skulle ha körts den 16 februari.